# 巴伐利亚的雅克利娜
巴伐利亞的雅克利娜（法語：Jacqueline de Bavière，1401年7月15日—1436年10月8日），埃諾、荷蘭女伯爵，1417年至1433年在位。
雅克利娜自幼即與法王查理六世的次子都蘭公爵約翰訂婚，但約翰於1417年早逝。同年雅克利娜的父親去世，雅克利娜繼位為埃諾女伯爵，但其叔約翰三世索討荷蘭伯國爵位。雅克利娜的第二任丈夫、布拉班特公爵若望四世以雅克利娜的名義與約翰三世爭奪荷蘭繼承權，兩人於1420年達成協議，約翰三世實際統治荷蘭伯國至1425年去世。
由於若望四世的背叛，雅克利娜於1421年逃至英格蘭並於隔年宣布與若望四世的婚姻廢除。1423年雅克利娜與格洛斯特公爵漢弗萊結婚，兩人沒有子女。菲利普三世，作為勃艮第公爵、1427年若望四世死後亦繼承布拉班特公國，1433年與雅克利娜簽訂1433年海牙條約，此後埃諾與荷蘭伯國成為勃艮第尼德蘭的一部分。